# Хумыс
Хумыс (устар. Теллин-Ахко, Талинг, чечен. Таьлланг, Теллин-Аьхк) — река в России, протекает по Курчалоевскому району Чеченской Республики. Длина реки составляет 15,9 км. Площадь водосборного бассейна — 39,6 км².
Высота истока — 444 м над уровнем моря. Высота устья — 128 м над уровнем моря. Уклон реки — 19,8 м/км.
Начинается в ольховом лесу к северу от села Ники-Хита. Течёт в северном направлении. Устье реки находится в 2,1 км по левому берегу реки Хумык на территории города Курчалой.

## Данные водного реестра
По данным государственного водного реестра России относится к Западно-Каспийскому бассейновому округу, водохозяйственный участок реки — Сунжа от впадения реки Аргун и до устья. Речной бассейн реки — Реки бассейна Каспийского моря междуречья Терека и Волги.
Код объекта в государственном водном реестре — 07020001312108200006258.

## Название
Кавказовед А. П. Берже в своём историческом труде «Чечня и Чеченцы» 1859 года упоминает реку следующим образом (рус. дореф. «Талингъ. Онъ беретъ начало съ ближайшихъ Черныхъ горъ и изливается въ Гудермесъ, выше впаденія въ него Мичика»).

## История
В начале 1857 года отряд барона Л. П. Николаи произвёл движение к населённым пунктам на реке Тельникъ. Позже в своём дневнике он упоминает аул Курчалой и речку Талинг:
Аул оказался оставленным жителями. Сакли в нём тянулись на протяжении по меньше мере одной версты по течению маленькой речки Тельникъ. На обоих своих оконечностях аул шире; в верхней его части было несколько хороших сакель, и вообще он имел вид богатый при нём хорошие сады.
Подполковник Краузе занял верхнюю его половину с тремя батальонами, которые прибыли со мной, и стрелковыми ротами, батарейные орудия были поставлены на самой оконечности, остальные четыре батальона имели, под моим начальством, расположились в нижней половине аула, часть которой, находящуюся на левом берегу Тельника среди прекрасного сада, должен был занять подполковник Цитовский с двумя батальонами. Кавалерии было предназначено разместить преимущественно в центре — самой узкой части аула.
В 1859 году на реке располагались следующие аулы Али-Султан, Курчалой и Кулиш-Юрт.

## Галерея
- Р. Талинкъ (1847-1850)
- Р. Таллинкъ на карте Отдельного Кавказского корпуса (1847).
- Талинкъ на карте военных действий в Чечне, 1852 год.
- Р. Тельникъ план военной зарисовки из дневника барона Л. П. Николаи, 1857 год.
- Талинкъ карта Берже А. П., 1859 г.
- г. Курчалой речка Терлинг (Таьлланг чечен. виноградная лоза)[12].

## Уточнения
1. 1 2  В Государственном водном реестре считается, что Хумык, имеющий длину 18 км, — приток Хумыса, впадающий в него справа в 2,1 км от его устья; а в Белку (Гумс) впадает уже Хумыс
2. ↑  По данным ГВР площадь бассейна Хумыса — 82,6 км², а бассейна Хумыка — 43 км²